# Llanrwst
Llanrwst è una cittadina di circa 3.000 abitanti del Galles nord-orientale, facente parte del distretto unitario di Conwy (contea tradizionale: Clwyd) e situata lungo il corso del fiume Conwy

## Geografia fisica

### Collocazione
Llanwrst si trova all'incirca a metà strada tra Tal-y-Cafn e Betws-y-Coed (rispettivamente a sud della prima e a nord della seconda), a circa 20 km a sud di Conwy.

## Società

### Evoluzione demografica
Al censimento del 2001, Llanwrst contava una popolazione pari a 3.037 abitanti.

## Edifici e luoghi d'interesse

### Ponte Fawr
Tra gli edifici storici della città vi è il Ponte Grande (Pont Fawr), uno stretto ponte in pietra risalente al XVI secolo.

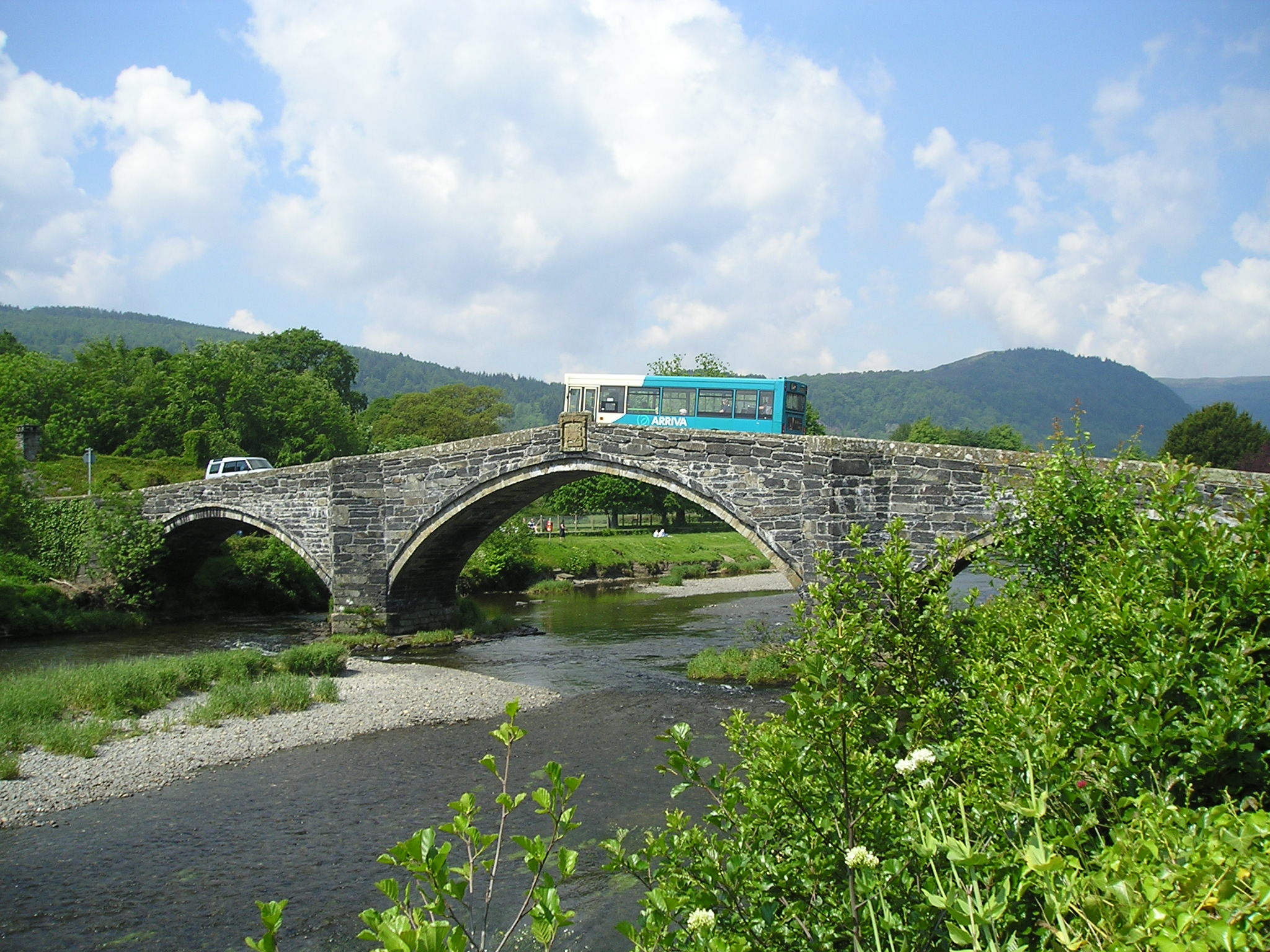
Llanwrst: il Ponte Grande

### Gwydir Castle
Tra Llanrwst e Trefriw, nella tenuta di Gwydir, si trova invece il Gwydir Castle, un castello che fu per molto tempo la residenza della famiglia Wynn.

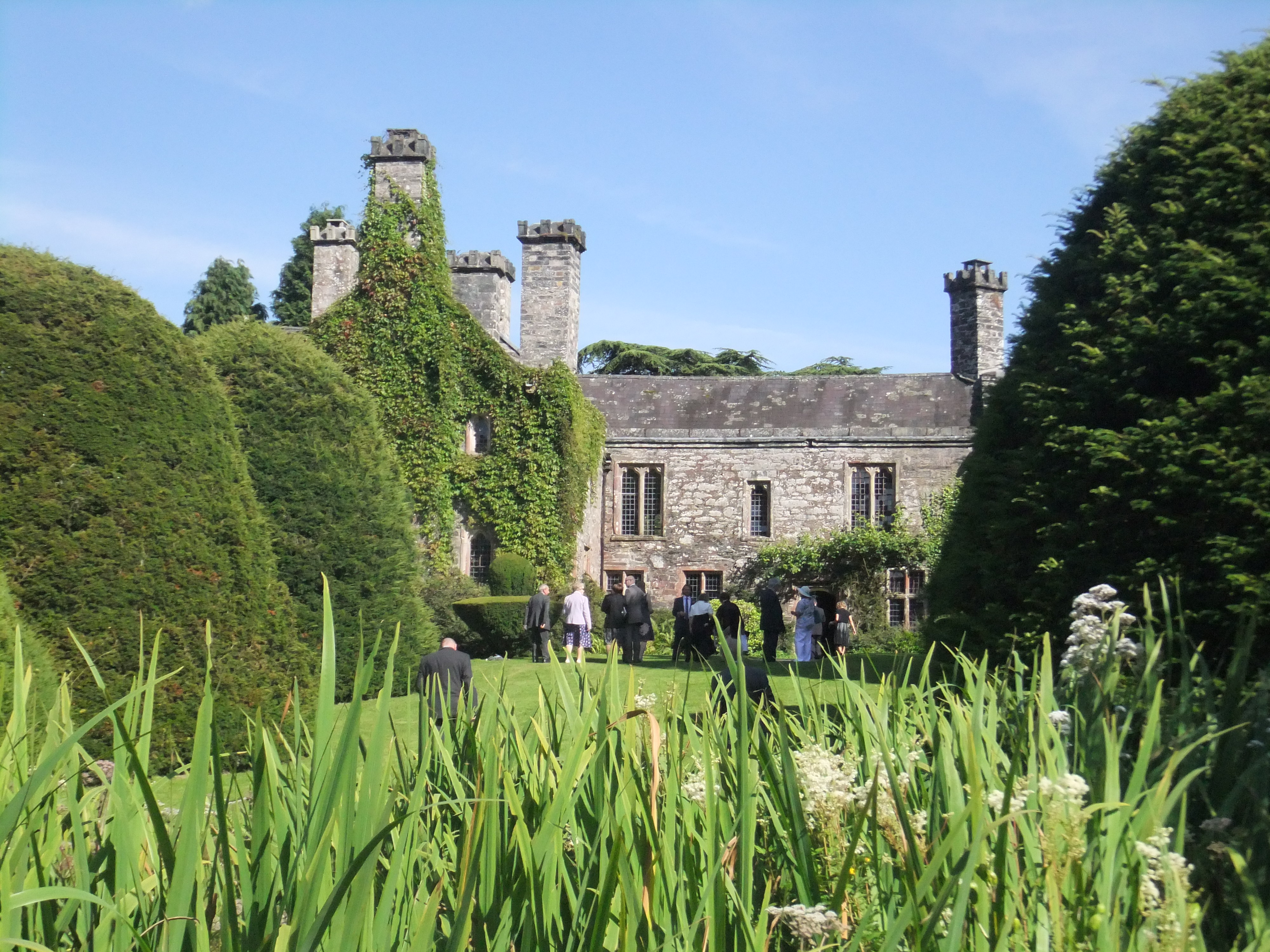
Llanwrst: il Gwydir Castle

## Sport
- Llanrwst United Football Club, squadra di calcio[5].